# Lou Lamoriello

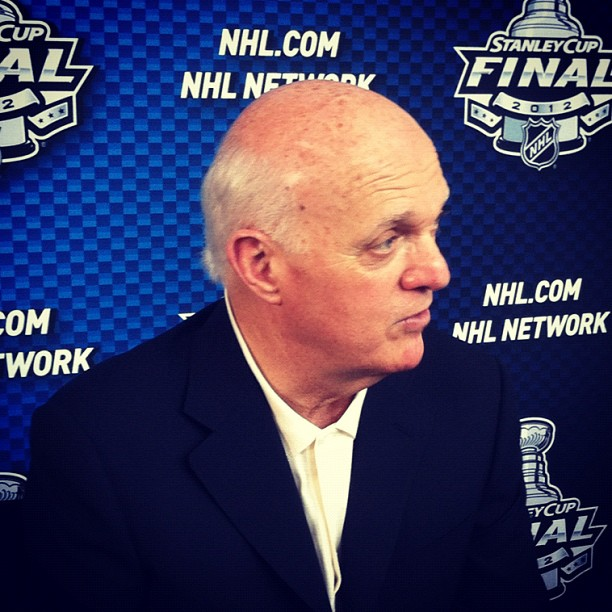
Louis Lamoriello (Mai 2012)

Louis „Lou“ Lamoriello (* 21. Oktober 1942 in Providence, Rhode Island) ist ein US-amerikanischer Eishockeyfunktionär italienischer Abstammung. Zuletzt fungierte er von Juni 2018 bis April 2025 als General Manager und President of Hockey Operations bei den New York Islanders in der National Hockey League (NHL). Zuvor stand er 28 Jahre als General Manager, CEO und Präsident in Diensten der New Jersey Devils und betreute zudem drei Jahre lang die Toronto Maple Leafs. Seit 2009 ist er Mitglied der Hockey Hall of Fame.

## Karriere
Vor seinem Eintritt bei den Devils war Lou Lamoriello für mehrere Jahre ein Mathematiklehrer an Johnston High School in Rhode Island.
Lamoriello war der sportliche Leiter und Männer-Eishockeytrainer im Providence College. Er betreute die Providence-Eishockeymannschaft von 1968 bis 1987 und wurde im Jahr 1982 zum sportlichen Leiter befördert. Als sportliche Leiter, stellte er Rick Pitino als Cheftrainer des Providence Men’s Basketball-Team ein. Pitino brachte Providence in die Final Four im Jahre 1987.
Lamoriello wurde durch den damaligen Eigentümer John McMullen im April 1987 Präsident der Devils. Lamoriello ernannte sich, kurz vor dem Beginn der nächsten Saison, selbst zum General Manager – ein Schritt, der viele NHL-Beobachter überraschte. Der US-Amerikaner hatte nie in der NHL gespielt, das Traineramt ausgeführt oder ein Team verwaltet, und war außerhalb der American-College-Hockey-Gemeinschaft so gut wie unbekannt.
Seitdem hat Lamoriello den Vorsitz über eines der erfolgreichsten Wiederaufbauprojekte in der nordamerikanischen Profisportgeschichte. In seiner ersten Saison als General Manager, erreichten die Devils ihre erste Teilnahme am Playoff-Finale der Wales Conference in ihrer Geschichte. Mit Ausnahme von zwei Spielzeiten seit 1987 haben sie in Lamoriellos Amtszeit die Playoffs erreicht und spielten in den Jahren 1995, 2000, 2001 und 2003 im Stanley-Cup-Finale. 1995, 2000 und 2003 gewannen sie jeweils die begehrte Trophäe. Im Jahr 2000 wurde Lamoriello zum CEO der Devils ernannt.
Lamoriello diente als General Manager für das Team USA in den Olympischen Winterspielen 1998 in Nagano. Im Jahr 1992 erhielt er die Lester Patrick Trophy für herausragende Verdienste für das Eishockey in den Vereinigten Staaten. Des Weiteren spielte er eine wichtige Rolle bei den Verhandlungen über die Spielergehälter im NHL-Lockout 2004/05.
Lamoriello ist in NHL-Kreisen für seine harte Vorgehensweise in Vertragsverhandlungen bekannt. Pat Verbeek, Kirk Muller, Bill Guerin und andere wurden aus dem Team wegtransferiert, nachdem ihre Vertragsverhandlungen negativ verlaufen sind. Im Jahre 1989 hätte er fast Ken Daneyko, der Spieler mit den meisten Spielen für die Devils, transferiert. Nach Daneyko, ist Lamoriello der Ansicht, dass ein Spieler aus der dritten Reihe gleich viel wie ein Erste-Reihe-Spieler verdienen sollte, wenn er für das Team den gleichen Wert hat.
Am 19. Dezember 2005, nach dem überraschenden Rücktritt von Larry Robinson als Cheftrainer der Devils, übernahm Lamoriello die Position vorübergehend. Die Devils erreichten das Eastern Conference-Semifinale und verloren dort gegen die Carolina Hurricanes.
Am 2. April 2007, übernahm Lamoriello wieder das Traineramt, nachdem er Claude Julien gefeuert hatte. Die Entlassung erfolgte drei Spiele vor Ende der regulären Spielzeit, als die Devils auf dem Weg zur zweitbesten Spielzeitleistung in der Conference und auf dem Weg eines Franchiserekordes in Siegen für die reguläre Spielzeit waren.
2009 wurde Lamoriello mit der Aufnahme in die Hockey Hall of Fame geehrt. Am 15. Oktober 2012 wurde er für seine Verdienste rund um den Eishockeysport in den Vereinigten Staaten in die United States Hockey Hall of Fame aufgenommen.
Nach der Saison 2014/15 trat Lamoriello als General Manager der Devils zurück und überließ Ray Shero die Position. Zu diesem Zeitpunkt war Lamoriello mit 28 Jahren in diesem Amt der mit Abstand am längsten für ein Franchise tätige General Manager. Während seiner Amtszeit gewannen die Devils dreimal den Stanley Cup. Wenig später trat der Amerikaner auch von seiner Position als Präsident der Devils zurück, um fortan als General Manager der Toronto Maple Leafs tätig zu sein. Dort unterzeichnet er einen Dreijahresvertrag und übergab die Position an Kyle Dubas, um im Mai 2018 als neuer President of Hockey Operations bei den New York Islanders zu übernehmen. Dort entließ er nur wenig später Doug Weight als Cheftrainer sowie Garth Snow als General Manager und übernahm letztere Funktion selbst. Für seine Arbeit bei den Islanders wurde er im Jahr 2020 mit dem NHL General Manager of the Year Award ausgezeichnet, eine Auszeichnung, die er im Jahr darauf erneut erhielt.
Nach der Saison 2024/25 wurde der auslaufende Vertrag des mittlerweile 82-Jährigen nicht verlängert, sodass seine Zeit bei den Islanders nach sieben Jahren endete.

## Auszeichnungen
- 2020 NHL General Manager of the Year Award
- 2021 NHL General Manager of the Year Award